# RC 레이서

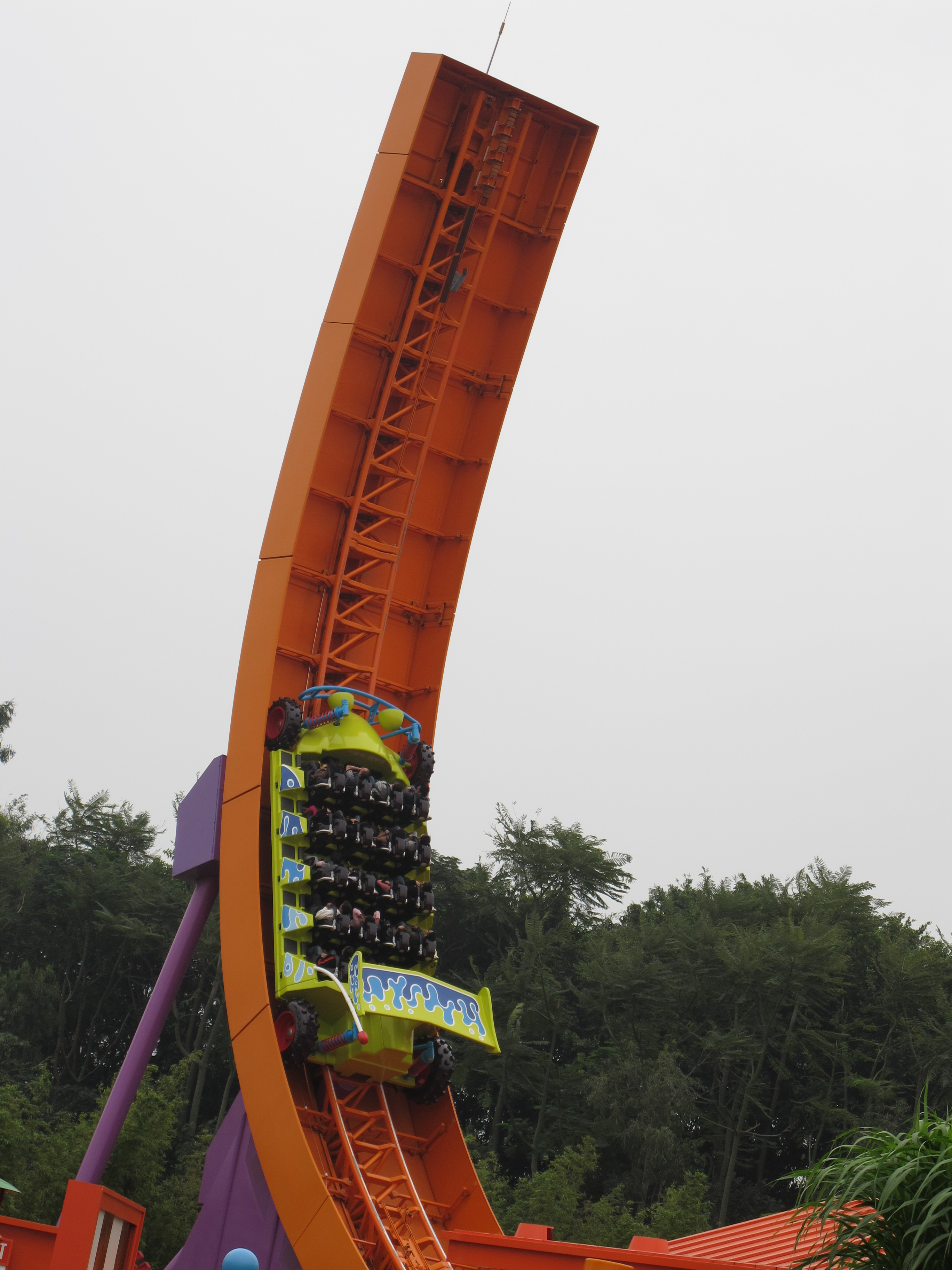
홍콩 디즈니랜드의 RC 레이서

RC 레이서(RC Racer, 중국어: 沖天遙控車; 상하이 명칭: Rex's Racer)는 프랑스 월트 디즈니 스튜디오 파크, 홍콩 디즈니랜드, 상하이 디즈니랜드에서 운영되는 강철 셔틀 롤러코스터이다. 인타민이 제작한 이 놀이기구는 프랑스의 토이 스토리 플레이랜드, 홍콩의 토이 스토리 랜드, 상하이의 토이 스토리 랜드의 일부이다. 프랑스 놀이기구는 2010년 8월 17일에 개장했고, 홍콩 시설은 2011년 11월 17일에 개장했으며, 상하이 놀이기구는 2018년 4월 26일에 개장했다. 홍콩 디즈니랜드와 상하이 디즈니랜드의 두 번째 롤러코스터였으며, 월트 디즈니 스튜디오 파크의 세 번째 롤러코스터였다.

## 어트랙션
월트 디즈니 스튜디오 파크의 놀이기구는 토이 스토리 세계에서 무성한 덤불 역할을 하는 성숙한 나무들 사이에 있는 토이 스토리 플레이랜드 뒤편에 있다. 탑승 차량은 영화 시리즈의 RC 장난감 자동차 캐릭터를 테마로 했으며, 트랙은 주황색 경마장 플레이 세트처럼 보이도록 디자인되었다. 탑승 차량에 탄 손님은 트랙의 반원형 반파이프 부분에서 역 건물을 통해 앞뒤로 추진되며, 이 과정에서 약 25미터(82피트)의 최고 높이에 도달할 수 있을 만큼 충분한 속도를 얻는다.